# Naruto x UT
Pour plus de détails, voir Fiche technique et Distribution.
Naruto x UT est le second OAV adapté du manga Naruto Shippūden.

## Synopsis
Sakura en pleurs, tient dans ses bras Naruto inanimé qu’elle croit mort ; il est blessé au torse et saigne abondamment. S’ensuit un flash back sur la vie de Naruto, de son enfance, en passant par son évolution au sein de l’équipe 7, et son ultime combat dans la Vallée de la Fin face à Sasuke. Naruto reprend alors conscience et réconforte Sakura ; à l’écart, Kabuto et Madara observent le champ de bataille où les deux rivaux ont vraisemblablement combattu. L’OAV se termine sur Sasuke blessé, mais souriant, se pensant certainement victorieux.

## Fiche technique
- Titre : Naruto x UT
- Réalisation :
- Société de production : Pierrot
- Pays :  Japon
- Genre : Animation, action et fantasy
- Durée : 6 minutes
- Dates de sortie : 
  -  Japon : 2011

## Origine du projet
Naruto x UT est un OAV de six minutes réalisé par Hirofumi Suzuki, et spécialement créé pour UNIQLO, un détaillant de vêtements japonais qui vend des T-shirts conçus par Masashi Kishimoto.
Afin de promouvoir la marque, des T-shirts ont été vendus accompagnés de cet OAV. Près de 200 000 exemplaires seront distribués dès le 1er janvier 2012.

## Musique
C’est le titre Mayonaka No Midnight Orchestra qui sert de bande originale pour cet OAV.  Ce titre est chanté par le groupe de rock Japonais Aqua Timez  et qui avait servie de générique de fin au volume seize de Naruto Shippūden.